# Illeta dels Banyets

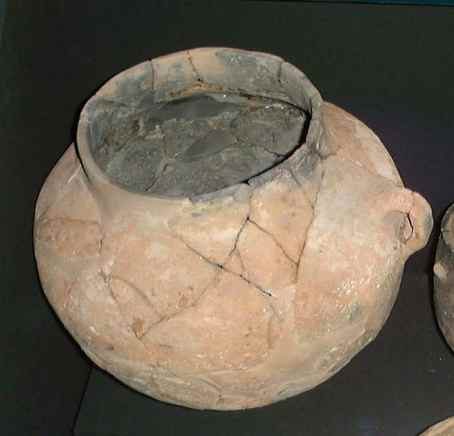
Vasija de La Isleta

El yacimiento arqueológico de La Isleta, también llamado Illeta dels Banyets, cuya época corresponde al Bronce, orientalizante, ibérico antiguo, pleno, romano imperial, es un Bien de Interés Cultural que está situado en el término municipal de Campello (Provincia de Alicante, España).
La Isleta dejó de ser isla en 1944 con la construcción de un istmo de tierra por medio de una voladura que destruyó parte del yacimiento, sin embargo, hasta la Edad Media era, tal como ahora, una pequeña península.
El lugar presenta indicios de ocupación desde finales del tercer milenio a. C.. Fue ocupado de nuevo durante la Edad de Bronce. En el siglo V a. C. fue poblado por miembros de la cultura ibérica, destacándose una cierta actividad productiva, con instalaciones de transformación de productos agrícolas y para la conservación de pescado. El poblado ibérico se abandonó en el siglo III a. C. y durante trescientos años el lugar quedó despoblado. En época romana, sobre las ruinas ibéricas y prehistóricas se alzó una villa agrícola que contaba con unas pequeñas termas. De esta época son unas balsas en el extremo meridional y al norte de la isleta, comunicadas con el mar, interpretados como piscifactoría en las que eran criados los peces; estas construcciones dan el nombre de los Baños de la Reina a la zona del yacimiento, pues según el imaginario popular eran los baños de una reina mora. El último periodo de ocupación de la Isleta es islámico del siglo XI.
De gran interés son las plantas de los dos templos, uno de tradición semítica (culto de Tanit o de una diosa de la fecundidad), el otro latino. Materiales consistentes en cerámicas de importación (áticas del siglo IV con grafitos en alfabeto greco-ibérico, etc), vajilla de lujo de origen púnico, itálico y del taller de Rosas. Los restos materiales permiten estimar el comienzo del poblado ibérico en torno a la mitad del siglo V a. C. con un momento de esplendor en el IV, y el final de la ocupación en el III. Con posterioridad se produjo una ocupación en época romana imperial y árabe, hasta su abandono probablemente en el siglo XI. Anterior a la época ibérica se documentó una ocupación en la Edad del Bronce.
Desde 2006 existen iniciativas para su transformación en parque arqueológico y vuelva a ser una isla separada de tierra por una pasarela de madera, permitiendo así el flujo de agua.